# Per-Kristian Foss
Per-Kristian Foss (født 19. juli 1950 i Oslo) er en norsk politiker (H) og tidligere minister. 
Foss var finansminister i Regeringen Kjell Magne Bondevik II i stortingsperioden 2001–2005 og var næstformand i Høyre i perioden 2002-2008. 
Han er cand.mag. i statsvidenskab, offentlig ret og kriminologi fra Universitetet i Oslo 1977. Han er gift med Jan Erik Knarbakk direktør i Schibsted.
Foss var en af de første åbne homoseksuelle ministre i Norge. Han stod åbent frem som bøsse på Oslo Høyres årsmøde i januar 2000, kort tid efter at Anne Holt var stået frem som lesbisk. Lige efter blev han valgt til Oslo Høyres leder.
I 2005 blev han udnævnt til kommandør af St. Olavs Orden.